# Тристан-да-Кунья
Тристан-да-Кунья (англ. Tristan da Cunha) — архіпелаг у південній частині Атлантичного океану, входить до складу британської заморської території Острови Святої Єлени, Вознесіння і Тристан-да-Кунья.
Разом з островом Пасхи, островом Буве і островами Піткерн є одним з найвіддаленіших населених місць на Землі. Розташований за 2 816 км від ПАР, 3 360 км від Південної Америки і за 2 161 км на південь від острова Святої Єлени.
На південному острові Гоф є антарктична дослідницька станція ПАР.

## Географія

### Склад архіпелагу

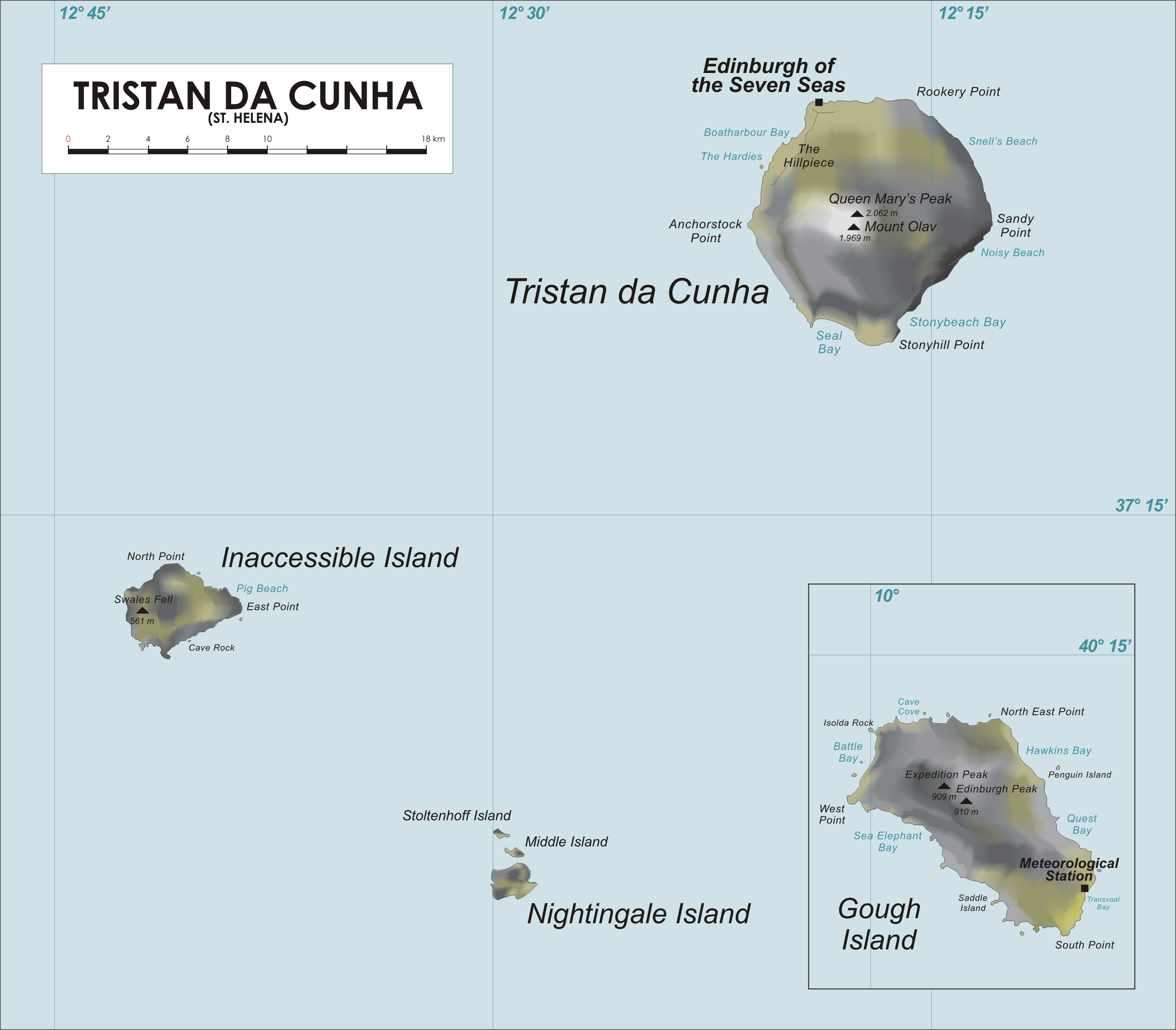
Мапа архіпелагу Тристан-да-Кунья

- Головний острів, що також має назву Тристан-да-Кунья. Єдиний острів із постійним населенням, що мешкає в єдиному населеному пункті архіпелагу Единбург Семи Морів. (37°06′ пд. ш. 12°16′ зх. д. / 37.100° пд. ш. 12.267° зх. д.) (98 км²)
- Неприступний (Inaccessible) (37°19′ пд. ш. 12°44′ зх. д. / 37.317° пд. ш. 12.733° зх. д.) (14 км²)
- Найтінгейл (Nightingale — соловей) (37°25′ пд. ш. 12°28′ зх. д. / 37.417° пд. ш. 12.467° зх. д.) (3,2 км², площа разом із острівцями Мідл та Столтенгоф — 3,4 км²
- Гоф (Дієго Альварес) (40°19′ пд. ш. 9°55′ зх. д. / 40.317° пд. ш. 9.917° зх. д.) (68 км²)
- Безліч дрібних острівців і скель.

### Клімат
Клімат островів помірний океанічний, дощовий і вітряний. На острові Гоф середньомісячна температура коливається від +9°С до 14,5 °C, на північних островах — від +11 °С до 17,5 °C. Опадів на рік випадає від 2000 мм на півночі до 2500 мм на острові Гоф.
| Клімат острова Тристан-да-Кунья                                               | Клімат острова Тристан-да-Кунья | Клімат острова Тристан-да-Кунья | Клімат острова Тристан-да-Кунья | Клімат острова Тристан-да-Кунья | Клімат острова Тристан-да-Кунья | Клімат острова Тристан-да-Кунья | Клімат острова Тристан-да-Кунья | Клімат острова Тристан-да-Кунья | Клімат острова Тристан-да-Кунья | Клімат острова Тристан-да-Кунья | Клімат острова Тристан-да-Кунья | Клімат острова Тристан-да-Кунья | Клімат острова Тристан-да-Кунья |
| Показник                                                                      | Січ.                            | Лют.                            | Бер.                            | Квіт.                           | Трав.                           | Черв.                           | Лип.                            | Серп.                           | Вер.                            | Жовт.                           | Лист.                           | Груд.                           | Рік                             |
| Абсолютний максимум, °C                                                       | 23,7                            | 24,4                            | 24,4                            | 22,4                            | 20,3                            | 18,7                            | 17,8                            | 17,3                            | 17,1                            | 18,4                            | 20,4                            | 21,8                            | 24,4                            |
| Середній максимум, °C                                                         | 20,4                            | 21,2                            | 20,5                            | 18,9                            | 16,9                            | 15,3                            | 14,4                            | 14,2                            | 14,3                            | 15,4                            | 17,0                            | 18,9                            | 17,3                            |
| Середня температура, °C                                                       | 17,9                            | 18,8                            | 17,9                            | 15,4                            | 14,6                            | 13,1                            | 12,2                            | 11,9                            | 12,0                            | 13,0                            | 14,6                            | 16,5                            | 14,8                            |
| Середній мінімум, °C                                                          | 15,4                            | 16,2                            | 15,3                            | 11,9                            | 12,3                            | 10,9                            | 10,0                            | 9,6                             | 9,7                             | 10,6                            | 12,2                            | 14,1                            | 12,4                            |
| Абсолютний мінімум, °C                                                        | 10,9                            | 11,8                            | 10,3                            | 9,5                             | 7,4                             | 6,3                             | 4,8                             | 4,6                             | 5,1                             | 6,4                             | 8,3                             | 9,7                             | 4,6                             |
| Середня кількість сонячних годин на місяць                                    | 139,5                           | 144,0                           | 145,7                           | 129,0                           | 108,5                           | 99,0                            | 105,4                           | 105,4                           | 120,0                           | 133,3                           | 138,0                           | 130,2                           | 1498,0                          |
| Норма опадів, мм                                                              | 93                              | 113                             | 121                             | 129                             | 155                             | 160                             | 160                             | 175                             | 169                             | 151                             | 128                             | 127                             | 1681                            |
| Днів з опадами                                                                | 18                              | 17                              | 17                              | 20                              | 23                              | 23                              | 25                              | 26                              | 24                              | 22                              | 18                              | 19                              | 252                             |
| Вологість повітря, %                                                          | 79                              | 77                              | 75                              | 78                              | 78                              | 79                              | 79                              | 79                              | 78                              | 79                              | 79                              | 80                              | 78                              |
| ----------------------------------------------------------------------------- | ------------------------------- | ------------------------------- | ------------------------------- | ------------------------------- | ------------------------------- | ------------------------------- | ------------------------------- | ------------------------------- | ------------------------------- | ------------------------------- | ------------------------------- | ------------------------------- | ------------------------------- |
| Джерело: Worldwide Bioclimatic Classification System, Climate and Temperature |                                 |                                 |                                 |                                 |                                 |                                 |                                 |                                 |                                 |                                 |                                 |                                 |                                 |

## Історія
Вважається, що північні острови архіпелагу в 1506 році відкрила 8-а португальська Індійська армада на чолі з Тріштаном да Кунья, але під час відкриття португальці не висаджувались на берег. Острів Гоф був відкритий англійським мореплавцем Чарльзом Гофом в 1731 році. Перша висадка була здійснена французькими моряками — членами екіпажу фрегата «L'Heure du Berger» в 1767 році.
Першим поселенцем на острові став уродженець Массачусетсу американець Джонатан Ламберт в 1810 році, який помер в 1812 році.
У 1815 році Велика Британія анексувала острови. До відкриття Суецького каналу острови мали стратегічне значення при подорожі з Європи і Східної Америки в Індійський океан.
У 1906 році відбулося виверження вулкана, що призвело до загибелі худоби і картопляних плантацій. Люди були переселені до Кейптауна. У 1961 році виверження завдало шкоди рибній фабриці, а жителі були евакуйовані на острів Святої Єлени або до Великої Британії. Коли фабрику відновили, жителі повернулися додому.

## Природа
На островах Тристан-да-Кунья немає ссавців (за винятком тюленів на березі і завезених людиною на острів Гоф мишей), рептилій, метеликів. Віддаленість островів від материка вплинула на тваринний і рослинний світ. На островах багато рослин-ендеміків, а на острові Неприступному зберігся найменший птах на Землі, що не літає — пастушок тристанський. На острові ростуть папороті і трав'яні злаки. Близько 40 видів флори архіпелагу є ендемічними (див. Список ендемічної флори Островів Святої Єлени, Вознесіння і Тристан-да-Кунья). Культивують картоплю, маїс.
Острови Гоф, Найтінгейл і Неприступний оголошені заповідниками дикої природи.
Домашні тварини і худоба жителів острова Тристан-да-Кунья не дичавіють, і великої небезпеки для природи не становлять. Для нечисленних туристів на островах випускаються сувенірні монети.